# Штромбах, Ярослав Игоревич
Ярослав Игоревич Штромбах (1949—2019) — советский и российский учёный-атомщик, доктор технических наук, лауреат Государственной премии Российской Федерации.

## Биография
Родился 9 августа 1949 года в Ленинграде. В 1972 году окончил МГТУ имени Баумана.
Работал в Курчатовском институте в должностях от младшего научного сотрудника до первого заместителя директора, после выхода на пенсию — помощник президента НИЦ «Курчатовский институт».
Автор более 100 публикаций в отечественных и международных изданиях, одной монографии.
Умер 25 апреля 2019 года после продолжительной болезни.

## Научные интересы
- исследования и разработки в области атомной энергетики;
- исследования в области реакторного материаловедения, радиационной физики твердого тела и радиационных нанотехнологий;
- исследования и разработки в области создания новых материалов для атомной энергетики и промышленности;
- научно-техническая поддержка эксплуатации, модернизации и продления ресурса оборудования действующих АЭС.

## Награды и премии
Лауреат Государственной премии Российской Федерации 2012 года — за создание нового класса высокорадиационностойких материалов для корпусов атомных реакторов и методов продления сроков их эксплуатации.
Награждён орденом Александра Невского (2018).